# Consiglio del Popolo della Repubblica Popolare di Doneck
Il Consiglio del Popolo della Repubblica Popolare di Doneck (in russo Народный Совет Донецкой Народной Республики?, Narodnyj Sovet Doneckoj Narodnoj Respubliki) è il parlamento unicamerale regionale della Repubblica Popolare di Doneck, soggetto federale conteso all'Ucraina e annesso dalla Russia.

## Storia
Il primo parlamento della Repubblica Popolare fu il Consiglio Supremo (in russo: Верховный Совет), formato dai ribelli filorussi nell'aprile 2014.
Dopo un "referendum" sullo status dei territori del Donbass (Luhans'k e Donec'k) il Consiglio Supremo ha adottato la costituzione, che prevedeva la sostituzione del parlamento con il Consiglio del Popolo.
La prima elezione del parlamento (2 novembre 2014) fece sì che il partito Repubblica di Doneck ottenesse la maggioranza con il 68,53 % e 68 seggi, mentre il partito estremista filorusso Donbass Libero ha ottenuto il 31,65 % e 32 seggi.